# Oulipo
L'Ouvroir de littérature potentielle, généralement désigné par son acronyme Oulipo (ou OuLiPo), est un groupe de recherche littéraire fondé en 1960 par le mathématicien François Le Lionnais et l'écrivain et poète Raymond Queneau. Il a pour but de découvrir de nouvelles potentialités du langage et de moderniser l'expression à travers des jeux d’écriture. Le groupe est célèbre pour ses défis mathématiques imposés à la langue, obligeant à des astuces créatives. L'Oulipo est fondé sur le principe que la contrainte provoque et incite à la recherche de solutions originales. Il faut déjouer les habitudes pour atteindre la nouveauté. Ainsi, les membres fondateurs se plaisaient à se décrire comme des « rats qui construisent eux-mêmes le labyrinthe dont ils se proposent de sortir ».
L'OuLiPo se définit d'abord par ce qu'il n'est pas :

« Ce n'est pas un mouvement littéraire

Ce n'est pas un séminaire scientifique

Ce n'est pas de la littérature aléatoire

Ses recherches sont naïves, artisanales et amusantes. »

Les membres de l'Oulipo se réunissent une fois par mois pour réfléchir autour des notions de « contrainte », de « littérature potentielle », et produire de nouvelles structures destinées à encourager la création.
L'Oulipo anime également des ateliers d'écriture et partage mensuellement ses créations lors des Jeudis de l'Oulipo à la Bibliothèque nationale de France (BnF).
Parmi les œuvres les plus connues publiées par des oulipiens figurent Cent mille milliards de poèmes de Raymond Queneau, La Vie mode d'emploi de Georges Perec et Si par une nuit d'hiver un voyageur d'Italo Calvino.

## Historique

### Fondation
Au moment où la Seconde Guerre mondiale éclate, François Le Lionnais a lu tous les romans que Raymond Queneau a publiés à cette date. Ils se rencontrent lors de la préparation de l'édition des Grands Courants de la pensée mathématique qui paraît pour la première fois en 1948. C'est au retour de Le Lionnais, déporté à Dora, qu'ils commencent à se rencontrer régulièrement : leurs discussions sont riches en digressions, de la conjecture de Goldbach à Sei Shōnagon.
En 1960, Raymond Queneau demande à François Le Lionnais de postfacer ses Cent mille milliards de poèmes. Celui-ci lui propose de « créer un atelier ou un séminaire de littérature expérimentale abordant de manière scientifique ce que n'avaient fait que pressentir les troubadours, les rhétoriqueurs, Raymond Roussel, les formalistes russes et quelques autres ».
En septembre 1960, une Décade Queneau est organisée à Cerisy-la-Salle : s'y retrouvent les futurs membres fondateurs du groupe. C'est le 24 novembre que le groupe prend un caractère officiel, lors d'un repas fondateur, au restaurant Le Vrai Gascon, 82 rue du Bac, organisé par François Le Lionnais — ce qui lui vaudra le titre honorifique de Fraisident-Pondateur.
Le Lionnais a 59 ans en 1960, Queneau 57. La moyenne d’âge est de 47 ans. Les fondateurs sont des gens d’expérience, habitués aux responsabilités comme à la pratique collective, écrivains ou hommes de lettres chevronnés, ayant déjà acquis, pour certains, une réputation et une idée très sûre de leurs goûts.

### Dénomination
L'Oulipo s'est d'abord baptisé Séminaire de Littérature Expérimentale (SELITEX). Il se renomme dès sa deuxième réunion, le 22 décembre 1960, sur proposition d'Albert-Marie Schmidt, Ouvroir de Littérature Potentielle, en abrégé Olipo. À la réunion suivante, sur une suggestion de Latis, le O est remplacé par Ou, et donne le nom définitif du groupe.
Le terme Ouvroir a plusieurs sens. Le TLFI en répertorie trois, le Wiktionnaire cinq. Parmi ceux-ci, c'est l'idée d'ouvroir de broderie qui a prévalu dans l'esprit des oulipiens. Quand Albert-Marie Schmidt a proposé ce terme, il voyait avant tout un endroit isolé où l'on travaille en commun sur une tâche difficile, où l'on s'efforce d'élaborer de nouvelles techniques, sans savoir si cet effort produira des résultats.
À la réunion du 5 mai 1961, l'Oulipo se dote d'un sigle graphique. Latis a fait deux propositions : l'un se lit du centre vers l'extérieur (« cela fait plus potentiel »), l'autre de l'extérieur vers le centre (« cela fait plus ouvroir »). C'est la seconde qui est adoptée. Le sigle figure en couverture d'Oulipo 1960-1963, mais tombe rapidement en désuétude.
L'Oulipo a également son propre calendrier : « une année oulipienne, en raison de l’énergie intellectuelle qui s’y dépense, vaut au moins un siècle du calendrier normal »

### Influences

#### ’Pataphysique
La ’Pataphysique influence fortement l'Oulipo, organisationnellement et conceptuellement – du moins à ses débuts.
Raymond Queneau, François Le Lionnais, Noël Arnaud et Latis sont des membres éminents du Collège de Pataphysique. Dès la deuxième réunion, en décembre 1960, et malgré les réticences de Jean Lescure, le groupe va s’inclure dans l’Accommission des Compositions, chaque membre étant affecté du titre de dataire. Mi-janvier 1961, l'Oulipo est rattaché à la Sous-Commission de l’Acrote. En 1966, l'Oulipo est élevé au rang de Co-Commission, et en 2000 au rang de Commission.
C'est dans le numéro 17 des Dossiers Acénonètes, revue du Collège, que paraissent les premiers travaux de l'Oulipo fin 1961. Mais c'est à ce moment qu'il devient clair que les deux groupes poursuivent des buts différents : les solutions imaginaires, objet des travaux du Collège différent fortement des potentialités recherchées par l'Oulipo, qui seraient plutôt des solutions réelles à des problèmes imaginaires.
Les relations se distendent, du fait de la mort des membres historiques, et de l'occultation du Collège, de 1975 à 2000. « S'il n'y a pas vraiment divorce, on peut sans doute parler de séparation de corps », résume Paul Braffort.

#### Bourbaki
Plusieurs membres fondateurs étant mathématiciens, l'Oulipo est dès ses débuts influencé par les recherches et la méthode du groupe Bourbaki.
« L’Oulipo, dit Jacques Roubaud, « traduit la visée et la méthode bourbakiste dans le domaine des arts du langage. » Les recherches de l’ouvroir visent à jeter les bases d’une littérature future qui obéirait à une axiomatique formelle, logique, mathématique. Mais à la différence des bourbakistes, les Oulipiens ne chantent pas le crédo d’une théorie globale. Ils se contentent de proposer une méthode, sans nier pour autant la validité d’autres approches, non-axiomatiques ».
Plusieurs traits apparentent Oulipiens et Bourbakistes : le caractère collectif de leur travail ; la volonté d’embrasser dans sa totalité un champ donné ; l’utilisation d’un outil stratégique privilégié (pour Bourbaki : la méthode axiomatique ; pour l’Oulipo : la contrainte) ; l'approche consistant à construire un poème de la même manière qu'un mathématicien prouve un théorème : prudemment, méthodiquement, en respectant un ensemble de règles. Car une structure dans la conception mathématique de Bourbaki est capable de produire une infinité de théorèmes, par déduction de ses axiomes, et une contrainte est l'équivalent oulipien d'une structure bourbakiste.
Une de leurs références communes est l'ouvrage de David Hilbert, Les Fondements de la Géométrie, paru en 1899. Queneau propose ainsi de substituer dans les axiomes d'Hilbert les termes mots, phrases, paragraphes aux termes points, droites, plans. Ce qui conduit aux axiomes : « "Il existe une phrase comprenant deux mots donnés" ; "il n'existe pas plus d'une phrase comprenant deux mots donnés" ; "Dans une phrase, il y a au moins deux mots ; il existe au moins trois mots n'appartenant pas tous à la même phrase" ».

### Chronologie

#### Premières années
Les premières années du groupe se veulent « secrètes », même s'il est difficile de dater la fin de cette période. Selon Paul Fournel, il fallait prendre « le temps de prouver la marche en marchant, le temps de solidifier par des exemples et des trouvailles ce qui n’était qu’une intuition. Sans doute peut-on voir dans ces bases de départ une volonté de rompre avec le comportement surréaliste, les clameurs, les emportements et les exclusions dont Queneau avouait avoir souffert ».
La première publication du groupe, le 22 décembre 1961 dans le no 17 des Dossiers acénonètes du Collège de 'Pataphysique, est une forme de sortie de la clandestinité, mais d'une portée très limitée, son audience étant confidentielle. Même faible tirage pour la revue Temps mêlés dirigée par André Blavier, qui accueille l'Oulipo dans son numéro 66-67 en 1964. La plupart des articles sont une version écrite de conférences données au colloque de Cerisy de 1963, Pensée artificielle, pensée vécue. Jacques Duchateau y fait une communication Sur l’Oulipo, Jean Lescure présente sa Méthode S+7 et une Petite histoire pour un tricentenaire, Queneau ses premières recherches sur l’analyse matricielle du langage. Entre-temps, Queneau a évoqué l'Oulipo et ses travaux dans des entretiens avec Georges Charbonnier.
Ce n'est qu'en 1972 que paraît le premier ouvrage sur l'Oulipo, Clés pour la littérature potentielle, de Paul Fournel, qui n'est pas encore oulipien. L'année suivante l'Oulipo se dévoile complètement avec la parution d'un volume collectif, directement en collection de poche chez Gallimard.

#### Essoufflements
Le premier voyage de groupe a lieu à Verviers en octobre 1964, à l’invitation d’André Blavier, qui organise la célébration de l’écrivain Christian Beck.
Mais les conférences qui y sont données font apparaître que si des travaux existent bel et bien, les résultats effectifs sont plutôt maigres, et qu'il est nécessaire de faire aboutir les travaux esquissés ou envisagés. Au Congrès de 1965 est posée la question de la « revigorisation ». En 1966 est décidée la cooptation de nouveaux membres : ce seront Jacques Roubaud en 1966 et Georges Perec en 1967.
Cependant, en 1970, Le Lionnais envoie à tous les membres un questionnaire « Comment déboucher l'horizon ? », dont la première question est : « Souhaitez-vous que l'Oulipo poursuive ses activités ? » Les réponses positives sont unanimes. La période 1970-1992 voit l'expansion du groupe, par la cooptation de nouveaux membres, l'expansion du champ d’activités, avec la place de plus en plus grande accordée aux lectures publiques et aux ateliers d’écriture, l'expansion géographique par l’ouverture naissante à l’international.
Cependant, après la mort de Perec en 1982, l’Oulipo se demande s'il n'a pas fait son temps. Il est décidé que non, et l’Oulipo continue à recruter.

#### Hors les murs
Presque 10 ans après les conférences de Verviers, Marcel Bénabou organise en 1973 une lecture-conférence à Reid Hall, le centre d'études de l'Université Columbia à Paris. En 1975, l'Oulipo intervient à la Biennale d'art Europalia de Bruxelles. En 1977 est donné un « spectacle » (mot de Le Lionnais) au Centre Pompidou, dans le cadre d’une journée Écrivains, ordinateurs et algorithmes : machines mises à la disposition du public, travail sur l’oralisation des textes, lecture à plusieurs voix. En juin de la même année est organisé le premier d'une série de stages d'écriture à Villeneuve-lès-Avignon. En 1979 ont lieu, à l'initiative d'Harry Mathews, les premiers ateliers d'écriture en anglais, au Hamilton Collège, près de New-York. Ils seront suivis d'autres en Espagne en 1985, et en Italie en 1990. En 1997 commencent les Jeudis de l'Oulipo, lectures mensuelles, d'abord à la Halle Saint Pierre, puis à Jussieu, au Forum des Images au Halles, et enfin au Grand Auditorium de la BNF.
Entre-temps, l'accueil critique de La Vie mode d'emploi de Perec, du Château des destins croisés et de Si par une nuit d'hiver un voyageur de Calvino, donne à l'Oulipo une visibilité qu'il n'avait jamais connue jusqu'alors.
En 1994, L'Oulipo intervient sur le tramway de Strasbourg, en créant des textes inscrits sur les colonnes qui marquent les arrêts, en suivant quatre contraintes : variations homophoniques, notices toponymiques, récit en beau présent et langage cuit,. En 2010 sont inaugurés à Rennes Les Clous de l'Esplanade, œuvre composée de 170 clous insérés dans le sol, leur large tête portant un mot à associer aux mots lisibles à proximité pour former des textes.
Ainsi l'Oulipo est entré dans le public, sa vie extérieure a pris une ampleur qui ne ravit pas tous les « anciens », mais que personne ne peut plus nier. Dès 1983, Noël Arnaud, dans un « rapport préjudiciel », se plaint de la dérive de l’Oulipo, qui risque selon lui de devenir petit à petit un « service supplétif de l’Éducation nationale », autrement dit une sorte d’école d’écriture pour lycéens, enseignants et amateurs de jeux de langage. Le même Arnaud demande, en 1998, que soit évitée l'expression « atelier d'écriture ». L'Oulipo se trouve en situation de contradiction : « Le groupe participe à l’action pédagogique et la cautionne, mais en même temps il se défend et nie le fait que les stages et les ateliers d’écriture soient une destination pertinente de ses productions. » Cette évolution constitue une déviation par rapport au projet initial de « mettre à la disposition de l’écrivain (poète, romancier, dramaturge, etc.) des moyens d’expression nouveaux et valables. Ce type de débat pose la délicate question de la stratégie collective : faut-il consacrer du temps à sa promotion et à sa diffusion, et si oui, selon quelles proportions par rapport au temps dévolu à la « Création » ?
Un Oulipo à double face se profile : un « Ouvroir extraverti », tourné vers tout type de public et prêt à répondre aux sollicitations diverses ; et un « Oulipo introverti », fleurissant dans l’ombre du premier, constitué par quelques membres qu’on ne voit jamais aux événements publics, mais dont les noms sur les publications, ainsi que sur les comptes rendus, attestent d’une présence active et régulière. Ainsi Anne Garréta, Bernard Cerquiglini, Valérie Beaudouin, Michelle Grangaud ne participent pas aux apparitions publiques.
Par ailleurs, du point de vue de la littérature, ces lectures publiques sont des occasions de créations qui répondent à des logiques orales et spectaculaires sensiblement différentes de celles de l'écrit. Aux réflexions initiales sur la contrainte, puis à la production de textes reflétant cette contrainte, ont succédé des textes dont la contrainte est la production,.
Même si « un tabou plane au sujet des conflits », l'Oulipo n'en est pas à l'abri. Ainsi l'éloignement de Jean Lescure après la mort de Queneau, celui de Luc Étienne en 1984 du fait de « l'institutionnalisation » du groupe, la demande de mise en congé « pour 6 mois renouvelables » de Jacques Bens en 1988, « l'occultation » en novembre 1996 de Paul Braffort, qui met en cause un manque de rigueur et une perte de l'esprit des fondateurs, la « séparation sans douleur et sans regret » de Michèle Métail en 1998. Mais contrairement à d'autres groupes littéraires, ces départs se font « sans rupture ni anathème ».

#### Archives
En 2005, les archives de l'Oulipo quittent l'appartement de Marcel Bénabou pour être déposées à la Bibliothèque de l'Arsenal. Les dossiers mensuels de réunion sont en ligne sur Gallica.

## Organisation

### Statuts
Des statuts très précis, adoptés le 7 mai 1962, après une version présentée le 29 décembre 1961, déterminent de manière explicite la position de chacun (membres actifs, membres associés, membres correspondants). La cohésion est protégée pour longtemps, aucun membre ne pouvant agir sans le consentement de tous, et personne ne pouvant acquérir les mêmes droits que les fondateurs.
Les décisions sont prises à l’unanimité, principalement les cooptations. Un principe important est défini lors des premières interventions radiophoniques de Queneau : l’obligation d’avertir le groupe avant de parler en son nom, en tant qu’oulipien.

### Réunions
L'Oulipo se réunit une fois par mois en privé. L'ordre du jour est immuable : Création ; Rumination ; Érudition ; Actions ; Menus propos. Un compte-rendu est systématiquement dressé.
Ceux des séances de 1961 à 1963 ont été réunis en volume, ceux jusqu'en 1990 sont en ligne sur Gallica, celui du 21 décembre 2004 a été publié dans l'Anthologie.
Depuis sa fondation, l'Oulipo convie à ses séances des invités d'honneur, dont certains sont ensuite cooptés.

### Membres

#### Membres fondateurs
- Noël Arnaud (1919-2003)
- Jacques Bens (1931-2001)
- Claude Berge (1926-2002)
- Jacques Duchateau (1929-2017)
- Latis[57] (1913-1973)
- François Le Lionnais (1901-1984)
- Jean Lescure (1912-2005)
- Raymond Queneau (1903-1976)
- Jean Queval (1913-1990)
- Albert-Marie Schmidt (1901-1966)

#### Devenir membre
On devient membre de l'Oulipo par cooptation. Un nouveau membre doit être élu à l'unanimité, à la condition de ne jamais avoir demandé à faire partie de l'Oulipo. Chaque coopté est libre de refuser (son refus est dès lors définitif), mais une fois élu, il ne peut en démissionner qu'en se suicidant devant huissier.
Les membres restent oulipiens même après leur décès : ils sont alors, selon la formule consacrée, « excusés pour cause de décès ».

#### Membres cooptés
- 1961 :
  - Paul Braffort (1923-2018)
  - Ross Chambers (1932-2017)
  - Stanley Chapman (1925-2009)
  - André Blavier (1922-2001)
- 1962 : Marcel Duchamp (1887-1968)
- 1966 : Jacques Roubaud (1932-2024)
- 1967 : Georges Perec (1936-1982)
- 1970 :
  - Marcel Bénabou (1939 - )
  - Luc Étienne (1908-1984)
- 1972 : Paul Fournel (1947 - )
- 1973 : Harry Mathews (1930-2017)
- 1974 : Italo Calvino (1923-1985)
- 1975 : Michèle Métail (1950 - )
- 1983 :
  - François Caradec (1924-2008)
  - Jacques Jouet (1947 - )
- 1992 :
  - Hervé Le Tellier (1957 - )
  - Oskar Pastior (1927-2006)
  - Pierre Rosenstiehl (1933-2020)
- 1995 :
  - Bernard Cerquiglini (1947 - )
  - Michelle Grangaud (1941-2022)
- 1998 : Ian Monk (1960 - )
- 2000 :
  - Anne Garréta (1962 - )
  - Olivier Salon (1955 - )
- 2003 : Valérie Beaudouin(1968 - )
- 2005 : Frédéric Forte (1973 - )
- 2009 :
  - Michèle Audin (1954 - )
  - Daniel Levin Becker (1984 - )
- 2012 : Étienne Lécroart (1960 - )[59].
- 2014 :
  - Eduardo Berti (1964 - )
  - Pablo Martín Sánchez (1977 - )
- 2017 : Clémentine Mélois (1980 - )

Julio Cortázar, Régine Detambel et Valérie Mréjen ont décliné l'invitation à rejoindre l'Oulipo. Eugen Helmlé pense que sa candidature a été refusée parce qu'il était allemand.

#### Présidents
- François Le Lionnais des débuts jusqu'en 1984, avec le titre de « Frésident-Pondateur »[61] ;
- Noël Arnaud (1984-2003) ;
- Paul Fournel (2003-2019) ;
- Hervé Le Tellier (depuis 2019)[61].

#### Secrétaires
L'Oulipo dispose de deux secrétaires, l'un « définitivement provisoire », le second « provisoirement définitif ».

#### Oulipiennes
L'Oulipo a été pendant quinze ans un groupe uniquement masculin. Puis Michèle Métail, cooptée en 1975, est restée la seule membre féminine pendant 20 ans, jusqu'à l'arrivée en 1995 de Michelle Grangaud. Les recrutements féminins deviennent ensuite un peu plus fréquents : Anne Garréta en 2000, Valérie Beaudouin en 2003, Michèle Audin en 2009, Clémentine Mélois en 2017.
Virginie Tahar a fait les comptes : six femmes sur un total de quarante et un membres (en comptant les membres décédés), soit une proportion de 14,6 % (mais 25% des vivants et 5 entrées sur 13 entre 1995 et 2017 soit 38,5 % des cooptations). Cependant, sur ces six oulipiennes, deux se sont éloignées du groupe : Michèle Métail, première femme cooptée, est également la première membre à prendre ouvertement ses distances, ce que fera à son tour Anne Garréta quelques années plus tard.
Si Michèle Métail explique son éloignement par des raisons purement littéraires, ce n'est pas le cas d'Anne Garréta. En 2006, lors d'un des Jeudis de l'Oulipo, où, à son initiative, seules des oulipiennes étaient présentes, elle ouvre la séance en lisant un texte moitié humoristique, moitié polémique, Moment oulipien pour la Fin des temps. Elle y calcule que la probabilité que la scène ne soit composée que d'oulipiens est de 0,51 tandis que celle d'une composition uniquement féminine est de 0,003. En novembre 2016, dans un article d'El País, elle reproche au groupe d’être une institution vieillissante qui tend à se scléroser et ne parvient pas à se réformer. Selon elle, le faible nombre de femmes dans le groupe participerait de ce processus de sclérose. Elle pose aussi clairement la question d’un engagement en faveur de la parité qui s’avère à ses yeux nécessaire pour que le groupe ne devienne pas « une monoculture masculine ». Cette position est vivement critiquée par Jacques Roubaud dans Peut-être ou la nuit de dimanche.
Lauren Elkin, quant à elle, considère l'Oulipo comme une institution sexiste — de même que la culture française dans son ensemble. Elle relève l'une des significations du terme Ouvroir, celle qui se réfère à une institution dans laquelle les hommes organisent la charité envers les femmes, et critique fortement la misogynie et le sexisme supposés d'Hervé Le Tellier, l'actuel président.
Les explications à cette faible représentation féminine sont considérées par la critique comme principalement historiques. Virginie Tahar fait remarquer que « le groupe existe depuis près de soixante ans, ce qui implique que l’Oulipo de la première heure n’évoluait pas du tout dans le même contexte social et culturel que celui d’aujourd’hui. Il est donc important d’avoir une vision diachronique du sujet pour éviter les jugements anachroniques ». Elle ne nie cependant pas les tensions et résistances engendrées par la présence minoritaire de femmes dans un groupe majoritairement constitué d’hommes, et dont les traditions se sont ancrées dans une culture plutôt masculine.
D'autres vont plus loin. Ainsi Christelle Reggiani considère que « les auteures à contraintes – qui sont, souvent, des oulipiennes – écrivent, à l’instar de leurs confrères (plutôt masculins) des caraïbes, « en pays dominé »[pas clair]. Ainsi relativement dénuées d’autorité, elles tendent à élaborer, comme d’autres auteurs sans autorité, des « arts d’écrire » propres à faire entendre (c’est-à-dire à autoriser), malgré tout, leur voix. L’enjeu étant d’ordre subjectif, il s’agira au plan linguistique de dispositifs énonciatifs constituant autant de stratégies assurant obliquement, dans l’espace du livre, l’autorité de son auteure ».

## Activités

### Définitions

#### Potentialité
Dès sa fondation, L'Oulipo a rejeté le terme expérimental au profit de potentialité. Cette notion « a l’avantage stratégique de n’avoir jamais été employée, ainsi que celui d’ouvrir sur un avenir de l’œuvre, et d’être déclinable à l’envi. Le mot potentiel ne caractérise pas des œuvres, mais des procédés. Cette notion, originale, flexible, impliquant une vision positive de la littérature, a aussi cet intérêt de stimuler la création par la recherche de tous les possibles contenus dans une forme ou dans un texte. Pourtant, au fil des années, elle semble avoir reculé dans le vocabulaire oulipien au profit de Contrainte ».
Pour les fondateurs, « le mot potentiel ne caractérise pas des œuvres, mais des procédés. Est de la LiPo l’invention du sonnet. Un sonnet, c’est une œuvre, mais son invention, c’est de la LiPo. À côté du cas des œuvres limites qui épuisent tout leur contenu, il y a des procédés illimités. Ce sont ceux-là qui nous intéressent. ».
Aucune définition stable de la potentialité n'a jamais été donnée. Ce dont se réjouit Daniel Levin Becker : « C'est à l'avantage de tout le monde. Quand vous ne savez pas ce que vous cherchez, vos chances de le trouver s'accroissent. Cela reste un idéal que chaque membre est libre de poursuivre à sa manière »,.

#### Rats et labyrinthe
L'auto-définition, posée dès la réunion du 17 avril 1961 : « Oulipiens : Rats qui ont à construire le labyrinthe dont ils se proposent de sortir » a donné lieu à précisions et commentaires, parfois légèrement contradictoires.
Marcel Bénabou : « Le labyrinthe, c’est celui du langage, un labyrinthe fait de mots, de phrases, de paragraphes. La tâche de l’oulipien n’est pas de sortir de ce labyrinthe, mais plutôt de l’explorer sans trêve, d’y repérer des itinéraires nouveaux, des cheminements jusque là insoupçonnés. Et pour cela, il a besoin du fil d’Ariane que constitue pour lui chacune des contraintes qu’il se donne ».
Marc Lapprand : « Le labyrinthe duquel les rats se proposent de sortir ne métaphorise pas tant la contrainte que la potentialité ».

### Positions littéraires
L'Oulipo revendique de n'être pas une école littéraire. « Son ambition se limite à fournir aux écrivains des procédures formelles inédites susceptibles d’engendrer des œuvres. Il n’y a pas d’esthétique oulipienne, pas d’orthodoxie, pas d’exclusion… Ceci a garanti au groupe une certaine longévité et a permis à chacun de ses membres de préserver soigneusement ses goûts et ses manies ». Mais, au début des années 1960, le fait de se préoccuper de tester des hypothèses est une position nouvelle et radicale.
Il n'y a pas non plus de frontière entre les disciplines, entre mathématiques et littérature. Pour Levin Becker, « cette inattention aux frontières entre disciplines, la certitude que tout acte de langage non littéraire n'est tout simplement pas encore littéraire, »  est la clé du projet oulipien. Pour Christophe Reig, « avec sa poétique faite parfois de recettes prosaïques et de manipulations textuelles, L’Oulipo casse la croûte du langage, rendant paradoxalement le sens indocile. Ses membres secouent la gangue de la langue ».
Il a été reproché à l'Oulipo de ne pas théoriser sa pratique. Claude Burgelin considère qu'au contraire il « ne s’est pas laissé prendre au piège des théorisations (il a beaucoup formalisé et peu théorisé) ou des déclarations hautaines sur le devenir de la littérature. Avec un art tout félin, il s’est faufilé entre ces massifs théoriques, leurs discours normatifs et leurs buissonnements enchevêtrés sans se laisser accrocher aux branches ».
L'Oulipo n'a pas non plus défini d'esthétique et se désintéresse de la question, car il ne saurait y avoir de « beau » oulipien, et la texture artisanale importe plus que la valeur esthétique.
Le positionnement de l'Oulipo par rapport à la politique est unique : la règle, tacite mais respectée depuis le début est de ne jamais évoquer le sujet en tant qu'oulipien, ce qui n'empêche pas des engagements individuels, par exemple le texte de Roubaud, Le Pen est-il français ?.

### Manifestes
L'Oulipo, sous la plume de François Le Lionnais, a publié deux Manifestes et préparé un troisième. Des Prolégomènes à un éventuel quatrième, écrits par Noël Arnaud, alors Président, sont parus en anglais.
Le premier manifeste paraît en décembre 1961 dans le no 17 des Dossiers du Collège de ’Pataphysique, intitulé Exercices de littérature potentielle. Son titre est simplement La Lipo, sans le mot Manifeste, qui sera rajouté entre parenthèses lors de la parution du volume intitulé La Littérature potentielle chez Gallimard en 1973. Ce court texte expose quelques principes de la littérature potentielle, en refusant explicitement d'en donner une définition, insiste sur l'existence de contraintes littéraires que doit, plus ou moins malgré lui, respecter tout auteur, même se prétendant inspiré, et définit les travaux futurs de l'Oulipo comme une recherche « systématique et scientifique » de nouvelles formules littéraires, afin « d'ouvrir de nouvelles voies inconnues de nos prédécesseurs », tout en revendiquant un aspect ludique.

« Ouvrons un dictionnaire aux mots « Littérature Potentielle.» Nous n'y trouverons rien. Fâcheuse lacune. [...]

L'humanité doit-elle se reposer et se contenter, sur des pensers nouveaux de faire des vers antiques ? Nous ne le croyons pas. Ce que certains écrivains ont introduit dans leur manière, avec talent (voire avec génie), mais les uns occasionnellement (forgeage de mots nouveaux), d'autres avec prédilection (contrerimes), d'autres avec insistance mais dans une seule direction (lettrisme), l'Oulipo entend le faire systématiquement et scientifiquement. [...]

Un mot, enfin, à l'intention des personnes particulièrement graves qui condamnent sans examen et sans appel toute œuvre où se manifeste quelque propension à la plaisanterie.
Lorsqu'ils sont le fait de poètes, divertissements, farces et supercheries appartiennent encore à la poésie. La littérature potentielle reste donc la chose la plus sérieuse du monde. C.Q.F.D. »

Camille Bloomfield fait remarquer que dans ce texte qui ignore le ton tapageur et autopromotionnel d'autres Manifestes du XXe siècle, pondération et modestie remplacent exaltation et conviction habituellement omniprésents. Il s'agit là de convaincre, mais sans emphase.
Le second manifeste, non daté, paraît également dans La Littérature potentielle en 1973. Il s'agit non seulement d'« épanouir et revigorer » les principes fondateurs, mais aussi d'esquisser de nouvelles directions de recherches, en ajoutant à la perspective syntaxique une perspective sémantique, tout en se posant le problème de l'efficacité et de la viabilité de structures littéraires artificielles. L'Oulipo est également plus clairement positionné dans le champ littéraire : loin du structuralisme, et à mi-chemin des écrivains qui considèrent la contrainte comme seule acrobatie amusante, et de ceux qui refusent toute contrainte. Avant une définition inédite du plagiat par anticipation se trouve esquissé un projet qui fera long feu, l'Institut de Prothèse Littéraire.
Ce qui aurait dû être le troisième manifeste a maturé jusqu'à la mort de Le Lionnais en 1984, sans être jamais achevé. Retrouvée dans ses papiers, son introduction a été publiée en 2009 dans l'Anthologie de l'Oulipo. Il devait s'agir d'un « programme de construction de toutes les structures littéraires possibles ». Lui était réservé le fascicule 30 de La Bibliothèque oulipienne, qui de ce fait ne parut jamais. Soit parce que ce projet n'était tout simplement pas réalisable,, soit parce qu'il s'était transformé en réflexions personnelles de Le Lionnais : « Dans ce troisième manifeste, je ne m'adresse plus aux membres de l'Oulipo, mais à des gens qui viendront dans vingt ou quarante ans et qui pourront réaliser quelque chose dans ce domaine. [...] Évidemment, il ne faut pas s'y prendre comme l'Oulipo s'y prend maintenant ».
Noël Arnaud donne en 1986 une Introduction à une anthologie en langue anglaise des principaux textes de l'Oulipo. Il l'intitule Prolégomènes à un quatrième manifeste de l'Oulipo – ou non. Après quelques rappels historiques, centrés sur la signification du mot Ouvroir, il évoque un Oulipo « ébranlé jusque dans ses fondements par son succès même. » Car « sa physionomie change au fur et à mesure que la pédagogie s'introduit dans ses veines. Sa personnalité se dissout en devenant un "atelier littéraire" ». Ce texte n'a pas été traduit en français.

### Programme de travail

#### Jeu
L'aspect ludique préside à toutes les activités de l'Oulipo. À la Biennale d'art Europalia de Bruxelles en 1975, Perec décrit les activités de l'Oulipo comme des « triturations » et des « manipulations » pour lesquelles l'oulipien est figuré en « bambin malicieux jouant avec un réveille-matin ». Pour François Caradec « L’Oulipo n’est pas une école, c’est une garderie dans laquelle nous enfonçons de force des cylindres dans des trous carrés et des cubes dans des trous ronds pendant que les parents et les surveillants regardent ailleurs. Est-ce que cela fonctionne ? Cela dépend des jours ».
Dominique Durand, dans Le Canard enchaîné résume la chose : « L’Oulipo est un joyeux atelier de copains qui fourbissent des bouffissures tout en se créant des règles mathématico-lexicales strictes, jongleries qui leur délient la plume pour s’atteler à des travaux plus présentables et moins abstrus. Pour ces jeunes gens, l’écrivain est celui qui dit "jeu" ».

#### Synthoulipisme et anoulipisme
Le premier Manifeste assigne à l'Oulipo deux objets principaux de recherches

« La tendance analytique travaille sur les œuvres du passé pour y rechercher des possibilités qui dépassent souvent ce que les chercheurs avaient soupçonné.

La tendance synthétique est plus ambitieuse : elle constitue la vocation essentielle de l'Oulipo. Il s'agit d'ouvrir de nouvelles voies inconnues de nos prédécesseurs.

En résumé, l'anoulipisme est voué à la découverte et le synthoulipisme, à l'invention. »

Pour Jacques Bens, l'anoulipisme consiste à « dégager l'affectivité potentielle de textes préexistants par des moyens objectifs ».
De son côté, Claude Berge précise la définition du synthoulipisme, en définissant trois catégories :
- la recherche de structures nouvelles, où l'on substitue aux contraintes classiques comme le sonnet, d'autres contraintes linguistiques : alphabétiques (poèmes sans e de Perec), phonétiques (rimes hétérosexuelles de Noël Arnaud), syntaxiques (romans isosyntaxiques de Jean Queval), numériques (sonnets irrationnels de Jacques Bens) ;
- la recherche de méthodes de transformations automatiques de textes (S+7 de Jean Lescure) ;
- la transposition dans le domaine des mots des concepts existants dans les différentes branches des mathématiques : géométrie (poèmes tangents entre eux de Le Lionnais), algèbre de Boole (intersection de deux romans de Jacques Duchateau), algèbre matricielle (multiplication de textes de Raymond Queneau), combinatoire (bi-carré latin utilisé par Perec dans La Vie mode d'emploi)[93].

Ces deux tendances commencent à diverger après l'arrivée de nouveaux membres, hors du cercle des fondateurs. Pour Le Lionnais, la mise à disposition de structures littéraire nouvelles est le plus important, et le texte en résultant un bonus non essentiel. Mais Perec, Calvino et Mathews sont plus intéressés par la création que par la spéculation. Il vaut mieux écrire un texte que de spéculer sur ce qu'il pourrait être si quelqu'un d'autre s'en chargeait. Et pour Perec en particulier, il s'agit d'épuiser le potentiel.

#### Plagiat par anticipation
Le principal axe de recherche de l'anoulipisme est d'identifier les Plagiaires par anticipation. « Il nous arrive parfois de découvrir qu'une structure que nous avions crue parfaitement inédite, avait déjà été découverte ou inventée dans le passé, parfois même dans un passé lointain. Nous nous faisons un devoir de reconnaître un tel état de choses en qualifiant les textes en cause de « plagiat par anticipation ». Ainsi justice est rendue est chacun reçoit-il selon ses mérites ».
L'expression apparaît pour la première fois en 1964 dans la revue belge Temps mêlés. Le caractère oxymorique et loufoque de la formule est totalement volontaire. Cette autodérision fonctionne comme un pied-de-nez à une certaine posture d’écrivain – ceux qui se targuent de la primeur absolue de leurs idées. Mais si le geste a fonction d’hommage, plus que de réappropriation ou réécriture d’une histoire littéraire à valeur de distinction, c'est un échange à double sens qui se fait entre les oulipiens et leurs plagiaires : valorisation et hommage d’une part, légitimation par le poids de l’histoire de l’autre. Ainsi, « toute l’ambiguïté féconde de l’Oulipo oscille imperturbablement entre hommage filial aux auteurs d’hier et déchiquètement-dégurgitation de ce corps textuel paternel, entre dévotion et iconoclastie ».
Les plagiaires par anticipation sont très nombreux. Dès le premier Manifeste sont identifiés Villon, Le Psalmiste, Herbin. Puis  Swift, les Grands Rhétoriqueurs (surtout Jean Molinet, Guillaume Crétin et Jean Meschinot), Cocteau, Rabelais, Lewis Carroll, Alphonse Allais, Raymond Roussel, Jean-Pierre Brisset, entre autres,.
Marc Lapprand fait remarquer que « l’Oulipo fait des boutures, mais ne clone pas. Ceci permet de poser un principe définitionnel propre au groupe : tout membre de l’Oulipo a été avant sa cooptation un plagiaire par anticipation ».
Pierre Bayard a critiqué ce concept : « On risque, avec cette conception du plagiat par anticipation, de perdre de vue la notion, dont l'un des éléments essentiels est l'intentionnalité. Faute de garder comme critère cette volonté d'emprunt, le plagiat par anticipation pourrait finir par ne plus désigner que la rencontre aléatoire, entre des textes de périodes différentes, de proximités formelles ou thématiques ».

#### Oulipo et informatique
Dès son premier Manifeste, l'Oulipo évoque le recours « aux bons offices des machines à traiter l'information ». La technologie de l'époque ne permet pas d'aller plus loin que des souhaits. Des années plus tard, en 1975, Paul Braffort, informaticien de son état, réalise dans le cadre de l'Atelier de Recherches sur les Techniques Avancées (ARTA) une version paramétrable des Cent mille milliards de poèmes, qui est présentée au festival Europalia, puis en 1977 au Centre Pompidou. Paul Fournel en rédige un Compte-rendu qui est publié dans l'Atlas de littérature potentielle, dans lequel figurent également des communications sur Poésie et combinatoire, Prose et combinatoire, Prose en anticombinatoire.
En juin 1981, l'activité purement informatique de l'Oulipo quitte le groupe avec la création de l'Atelier de Littérature Assistée par la Mathématique et les Ordinateurs (ALAMO), fondé par Paul Braffort et Jacques Roubaud. L'Atelier se dissout en janvier 2020.
Seule membre actuelle travaillant ce sujet, Valérie Beaudouin a développé un logiciel appelé le « métromètre » permettant de mesurer de manière automatique le rythme des vers classiques.

## Contraintes
De nombreuses discussions ont lieu entre 1960 et 1964 sur les différences entre méthode, procédé, structure et contrainte. Le procédé  déboucherait sur une solution unique, tandis que la méthode serait la généralisation d’un procédé dont les résultats peuvent être multiples. Mais ces mots sont déjà employés pour désigner des démarches aussi nombreuses que variées. Le mot contrainte s’impose vers 1964.
Cependant, déclare Jacques Roubaud, « l’écriture sous contrainte n’est pas le but de l’Oulipo. C’est une stratégie privilégiée (mais non nécessairement unique) pour atteindre à la potentialité. C’est d’ailleurs pour cette raison que la première œuvre explicitement oulipienne, les Cent mille milliards de poèmes de Raymond Queneau peut être vue comme une allégorie de la potentialité ».
En résumé, « pour reprendre les termes d'un Jean Ricardou affectant de se poser la question : l'Oulipo n'est pas un Oulicon ».

### Philosophie de la contrainte
Une contrainte est différente d'une règle : 

« Les règles, dont nous savons combien elles étaient chéries des classiques, sont surtout utilisées comme moyen de canaliser les débordements d’un flux verbal mal contrôlé. Les contraintes linguistiques, elles, jouent un tout autre rôle : par leurs exigences arbitraires, elles créent une sorte de « grand vide » dans lequel sont aspirés et s’engouffrent quantité d’éléments qui seraient, sans ce violent appel d’air, restés enfouis. Ce que la contrainte met au jour, ce ne sont pas seulement les virtualités du langage, ce sont aussi les virtualités de celui qui accepte de se soumettre à la contrainte. Et l’exploration qu’elle permet d’effectuer va donc livrer inévitablement, entre autres trésors, ceux qu’y aura apportés l’explorateur lui-même. »

Pour Jacques Jouet, la contrainte est systématique et altruiste :

« La contrainte est un problème ; le texte une solution. La contrainte est l’énoncé d’une énigme ; le texte est la réponse, ou plutôt une réponse, car en général il y en a plusieurs possibles. La contrainte, c’est donc quelque chose d’assez différent d’un bidouillage organisationnel du travail littéraire. Et c’est très bien le bidouillage organisationnel ! mais ce n’est pas la contrainte. La contrainte est systématique. Par ailleurs, une contrainte oulipienne doit pouvoir servir à d’autres, ce qui implique des exigences de clarté et l’énoncé (formalisation). La contrainte est altruiste  »

Quant à l’auteur oulipien, écrit Roubaud, il « gouverne le hasard » au lieu d’être gouverné par lui. La contrainte, loin de déclencher une écriture libre, voire sauvage, circonscrit le matériau et le mode d’une construction littéraire consciente et contrôlée.

### Clinamen
Le clinamen est « la variation que l'on fait subir à une contrainte ».
Il y a consensus sur l'aspect volontaire du clinamen. Pour Harry Mathews « La liberté exceptionnelle qu’offre le clinamen ne peut être prise qu’à la condition que suivre la règle initiale [soit] encore possible. En d’autres termes, on n’usera du clinamen que s’il n’est pas nécessaire ».
Pour Jacques Roubaud, le clinamen est « un coup de pouce, une violation intentionnelle de la contrainte, à des fins esthétiques. Un bon clinamen suppose donc qu’il existe, aussi, une solution suivant la contrainte, mais qu’on ignorera de manière délibérée, et parce qu’on n’est pas capable de la trouver ».

### Visibilité de la contrainte
Roubaud avait défini un principe : « Un texte suivant une contrainte parle de cette contrainte », mais en précisant qu'il n'était que « parfois respecté par les travaux oulipiens ».
Le débat sur l'affichage ou le masquage de la contrainte est aussi ancien que l'Oulipo, et a connu son paroxysme dans les années 1970 et 1980. Il n'a jamais été clairement tranché. « Du mystère absolu aux dévoilements partiels jusqu’à la totale transparence, toutes les nuances ont été utilisées, toutes les argumentations validées. ».
Ainsi Jacques Jouet « choisit son camp de ne pas masquer au lecteur la contrainte. Je suis farouchement favorable à la lisibilité de la contrainte jusque dans l’œuvre finie. De quelle façon la contrainte se lit-elle ? Voilà un problème intéressant, il y a mille façons, mais il ne peut être question d'ôter l'échafaudage, comme on l'entend souvent, puisque l'échafaudage n'est pas qu'un outil, mais une part capitale de la substance ».
Perec a adopté une position médiane. Il a utilisé pour La Vie mode d'emploi un réseau serré de contraintes, dont la plupart n'ont été découvertes qu'à la publication du Cahier des charges du roman, mais en a présenté quelques-unes dans un texte séparé.

### Classification
Si l'Oulipo répugne à théoriser, il se préoccupe de classifier ses travaux, réalisés ou potentiels, tout en n'ayant jamais dépassé le stade des tentatives.
La première est une table proposée par Raymond Queneau à la réunion du 28 novembre 1974, publiée en 1981 dans l'Atlas de littérature potentielle. Créée selon le modèle du Tableau périodique des éléments chimiques de Mendeleïev, elle est aussitôt rebaptisée Table de Queneleiev et comporte trois parties. Les lignes de la première, sans titre, répertorient des unités de langage (lettre, syllabe, mot, phrase, etc.), tandis que les colonnes indiquent le type de manipulation susceptible d'être apportée à ces unités. Ainsi, au croisement lettre/nature se trouvent le lipogramme, le tautogramme, le palindrome vertical et le drame alphabétique. La deuxième partie, intitulée, Contraintes d'ordre sémantique comporte les mêmes colonnes, mais les lignes indiquent des éléments de construction d'un récit, personnages, objets, événements, finalité, lieu, durée. Au croisement de personnages/nombre se trouve la tragédie grecque, à la jonction événements/nombre figure la tragédie classique (unité d'action). De nombreuses cases vides indiquent les travaux potentiels à imaginer et réaliser. Une troisième partie, associant à chaque manipulation un symbole (choisir, unir, enlever, permuter, substituer) n'a pas été publiée, car inachevée. Les réactions sont enthousiastes : « Nous avons chassé le hasard de l'Oulipo » déclare Perec.
François Le Lionnais émet cependant quelques réserves. Son grief porte sur l’idée de remplir des cases vides, ce qui risque de passer pour une clôture. « La Table des contraintes doit être elle-même potentielle ». Dans le cadre de la rédaction du Troisième Manifeste de l'Oulipo, il travaille jusqu'à sa mort à un Grand Tableau : « Ce grand tableau sera un quadrillage à double entrée, chaque colonne correspondant à une structure mathématique, chaque rangée à un objet littéraire. Chaque case sera donc définie par l'action d'une structure mathématique sur un objet littéraire. » Dans ses archives a été retrouvé un brouillon de table des matières, qui introduit le concept d’armature, sorte d’alternative à structure. Seraient ainsi traités : « 1. Ébauche d’une heuristique des Armatures », dont « Invention et découverte d’une armature », « Construction d’une Armature avec des contraintes », « Classification scientifique des Armatures » ; « 2. Ébauche d’une métrologie des « qualités » d’une Armature » ; « 3. L’œuvre ». Mais « le mystère reste entier et l’on ne peut que se perdre en supputations sur ce que voulait écrire Le Lionnais ».
Marcel Bénabou, de son côté, propose en 1983 « une classification intitulée TOLLE (Tableau des Opérations Linguistiques et Littéraires Élémentaires) dont le but est de tenter d'assigner une place, à l'intérieur d'un même ensemble, à un nombre aussi grand que possible de manipulations linguistiques, sans distinction de genre et sans hiérarchie. On y trouvera donc aussi bien des contraintes oulipiennes et pré-oulipiennes que des jeux verbaux ou des figures de la rhétorique classique. »

### Exemples

#### S+7
Inventée par Jean Lescure en février 1961, la méthode S+7 permet la création de textes littéraires nouveaux en remplaçant dans un texte source chaque substantif par le septième substantif qui le suit dans un dictionnaire donné.
Raymond Queneau transforme ainsi La Cigale et la fourmi en La Cimaise et la fraction. Selon le dictionnaire choisi, le premier vers du poème de Nerval El desdichado Je suis le ténébreux, le veuf, l'inconsolé peut devenir Je suis le tenu, le vibrant, l'incontrôlable ou bien Je suis le tensoriel, le vieux, l'inconsommé.

#### Lipogramme
Le lipogramme est un texte dans lequel l’auteur s’impose de ne jamais employer une lettre, parfois plusieurs. Se trouvent ainsi proscrits les mots qui contiennent cette lettre ou ces lettres. Le roman de Georges Perec La Disparition est ainsi entièrement écrit sans la lettre e.

#### Boule de neige
Une boule de neige est un poème dont le premier vers est fait d’un mot d'une lettre, le second d’un mot de deux lettres, le troisième d'un mot de trois lettres, le nième d'un mot de n lettres.

#### Contrainte du prisonnier
Un prisonnier, ne disposant que de peu de papier, s'interdit d'utiliser des lettres à jambages, celles qui "dépassent" de la ligne. Il s'interdit donc les lettres b, d, f, g, h, i, j, k, l, p, q, t, y.

## Publications

### Publications collectives
En signant des ouvrages collectivement, en travaillant ensemble à leur élaboration, en instituant des règles de fonctionnement précises et solides, et en constituant une mémoire collective par l’archive, l’Oulipo a fait reculer la notion d’auteur au sens de figure unique et sacralisée. Car « Les recherches oulipiennes sont nécessairement de nature collective. Il est hors de la portée d’un seul d’acquérir la somme de connaissances et de réflexions indispensables. La discussion permanente au sein du groupe, la confrontation libre des points de vue font partie intégrante de la méthode oulipienne ».
S'il ne s'agit pas à proprement parler d'un ouvrage collectif, le livre de Jacques Bens, Oulipo 1960-1963, est écrit à plusieurs mains. Il s'agit d'une compilation des comptes rendus des premières réunion du groupe et des interventions de chacun, donc en quelque sorte un texte collectif. Raymond Queneau avait relu le manuscrit dans le sens d'un lissage évacuant plaisanteries, sarcasmes, marques de dissensions, mais Bens n'a retenu que 15% de ses retouches.
La Littérature potentielle, parait chez Gallimard en 1973. Ses prémisses datent de 1964, contact est pris en 1967 avec l'éditeur londonien Jonathan Cape, mais la difficulté à rassembler des textes, le changement de coordinateur (Le Lionnais, puis Braffort, puis Perec en 1970, assisté de Paul Fournel en 1971) conduisent à l'abandon du projet. Queneau soumet le manuscrit à Gallimard en 1971. L'ouvrage paraît en 1973, directement dans la collection de poche Idées.
L'Atlas de littérature potentielle est publié en 1981. La table des matières est établie conjointement par Paul Fournel, Marcel Bénabou, Georges Perec, Jacques Roubaud, Harry Mathews et Paul Braffort. L'Anthologie de l'Oulipo, procurée par Marcel Bénabou et Paul Fournel, paraît en 2009, toujours chez Gallimard, mais cette fois dans la collection Poésie. En 2014 Michèle Audin et Paul Fournel coordonnent l'Abécédaire provisoirement définitif chez Larousse.
S'ils sont publiés sous le nom « Oulipo », ces quatre ouvrages, ainsi que les fascicules collectifs de La Bibliothèque oulipienne, contiennent des textes signés par les initiales de chacun. Il en est de même pour le recueil de souvenirs Moments Oulipiens, dont le contenu a été qualifié d'« histoire de la jambe gauche racontée par l'épaule droite », mais il en va différemment pour le volume Le Voyage d'hiver et ses suites, qui est signé « Georges Perec / Oulipo » et comprend les suites données à la nouvelle initiale entre 1992 à 2013.
En fait, la signature véritablement collective d’une œuvre oulipienne, derrière laquelle s’effaceraient entièrement les auteurs, n’a pas encore eu lieu.
Cependant circule une forte « intertextualité inter-oulipiens », par exemple la présence mutuelle d'oulipiens au sein d’œuvres d'autres oulipiens : références aux ouvrages de Queneau ; mentions cryptées, comme le chapitre 59 de La Vie mode d'emploi, où les vingt-quatre portraits imaginaires d'Hutting se réfèrent chacun à un membre de l'Ouvroir ; Portrait-Roubaud de Michèle Métail dans sa série des Portraits-Robots ; Vie de Jean Queval par un témoin de Noël Arnaud.
Perec, de son côté déclara : « Je ne me considère pas comme héritier de Queneau, mais je me considère vraiment comme un pur produit de l’Oulipo. C’est-à-dire que mon existence d’écrivain dépend à quatre-vingt-dix-sept pour cent du fait que j’ai connu l’Oulipo à une époque tout à fait charnière de ma formation, de mon travail d’écriture »

### Bibliothèque oulipienne
En 1970, Perec soulève la question de la diffusion des travaux. La réflexion qui s'ensuit aboutira à la création de La Bibliothèque oulipienne, série de fascicules tirés à 150 exemplaires, dont 240 numéros ont paru de 1974 à 2019.

### Publications individuelles
Parmi les œuvres d'auteurs oulipiens :
- Par Georges Perec :
  - La Vie mode d'emploi, P.O.L, Hachette Poche
  - La Disparition, Denoël
  - Les Revenentes, Julliard
- Par Raymond Queneau :
  - Exercices de style, Folio
  - Cent mille milliards de poèmes, Gallimard
  - Bâtons, Chiffres et Lettres, Gallimard
- Par Italo Calvino :
  - Le Château des destins croisés, Point-Seuil
  - Si par une nuit d'hiver un voyageur, Le Seuil
- Par Jacques Roubaud :
  - Quelque chose noir, Gallimard
- Par Hervé Le Tellier :
  - Le Voleur de nostalgie, Seghers, Le Castor astral
  - L'Anomalie, Gallimard, prix Goncourt 2020
- Par Harry Mathews :
  - Le Dialecte de la tribu

## Réception
Si la réception des œuvres oulipiennes relève souvent de la « mythographie », si l'Oulipo apparaît comme un label, reporté sur les quatrièmes de couvertures, sans que ce soit de facto un label de qualité, un discours plus explicitement critique, plus rare, existe néanmoins.

### Critiques
Il s'agit parfois de remarques générales, plus ou moins étayées. Ainsi Jean Ricardou parle d’un « certain folklore » qui, « tout ironique qu’il soit », l’a « retenu d’étudier de plus près le travail de l’Oulipo ». Jean Rouaud compare « l’Oulipo et les jeux littéraires » à des « ouvriers occupant leur usine et entretenant le matériel pour éviter qu’il ne rouille dans l’attente d’un éventuel repreneur ».
L'une des premières critiques structurées des travaux de l'Oulipo provient de Gérard Genette qui, dans Palimpsestes, classe les travaux de l'Oulipo parmi « les avatars modernes de la parodie. » Pour lui, le transformationnel de l’Oulipo : traduction (lipogramme), translation lexicale (S+7), réduction (haïku tirés des poèmes de Mallarmé), amplification (PALF : substitution à chaque mot de sa définition), contamination (centon, alexandrin greffé), ne font que s'en remettre à un principe « machinal » pour tirer de leur hypotexte (baptisé par Perec « texte-souche ») un texte lexicalement tout différent. Il considère donc que si la parodie est un jeu d'adresse, « l’oulipisme est un jeu de hasard, comme la roulette. […] Cette confiance en la productivité « poétique » (sémantique) du hasard appartient bien évidemment à l’héritage surréaliste, et l’oulipisme est une variante du cadavre exquis. » Noël Arnaud répond fort poliment dans le fascicule 63 de La Bibliothèque oulipienne, en évoquant des lacunes bibliographiques qui conduisent à une image inexacte et incomplète de l'Oulipo, en particulier l'assimilation de ses travaux au cadavre exquis du surrréalisme. « Nous sommes essentiellement anti-hasard, nous lançons un défi au hasard »
D'autres critiques de fond proviennent de poètes. Michel Deguy dénonce « le caractère « menaçant » de ces écrits vis-à-vis de la poésie, et souligne combien le caractère de répétition à la base de bien des productions oulipiennes dévalue toute tentative d’entreprise littéraire ». Henri Meschonnic regrette que « les calculs décisionnaires de l’Oulipo prennent le sujet philosophique pour le sujet du poème. Car la contrainte est une exténuation de la poésie, à l’opposé extrême du sens que les grandes aventures contemporaines de la poésie, revendiquant même, Rimbaud à contresens une fois de plus, d’être absolument modernes. Le calculisme ne peut émettre que de l’ennui ». Terme que reprend Marc Lapprand : « L’Oulipo se trouve généralement pris entre le marginal et le formalisme procédurier, garant d’un véritable ennui ».

### L'Oulipo et son lecteur
Alors que Jacques Roubaud annonce en 1997 une « théorie générale de la lecture des œuvres littéraires qui rendra caduques toutes les autres », la question se pose d'une lecture univoque de la production oulipienne, une centaine d’œuvres publiées par une quarantaine d'auteurs. Marcel Bénabou refuse une conception généraliste : « La littérature oulipienne n’est pas une entité susceptible d’une lecture générale, mais une juxtaposition d’aventures littéraires personnelles qui ont en commun un certain nombre de principes très simples et très élémentaires et qui, à ce titre, laissent le lecteur face à face avec chacun des auteurs oulipiens et même avec chacune des œuvres oulipiennes. »
Claude Burgelin insiste sur la liberté donné au lecteur d’œuvres oulipiennes : « L’Oulipo a pour principe éthique de ne rien vouloir de son lecteur, se bornant à lui signifier qu’il est un partenaire potentiel (en un sens un alter ego). Il lui est loisible de tirer le parti qu’il voudra de ce qui lui est suggéré ». Position optimiste que ne partage pas William Marx : « Le lecteur reçoit les contraintes comme la métaphore d’une parole handicapée et d’une difficulté d’expression propre à la littérature, comme l’allégorie d’une impuissance fondamentale, d’une littérature désespérée par le réel. L’Oulipo se révèle comme l’héritier direct de l’esthétique négative d’Adorno et de Blanchot ».
Quoi qu'il en soit, les textes oulipiens provoquent de curieux phénomènes chez leurs lecteurs : « On m’a dit que les livres des Oulipiens créaient des lecteurs paranoïaques. Ils cherchent des contraintes partout, ils ont peur d’avoir raté quelque chose et qu’on les prenne pour des idiots. Ils deviennent arithmomanes, voient des chiffres et des coïncidences partout ».

## Filiation

### Les ou-X-po
Le Lionnais a très tôt rêvé d'un « Institut universel de potentialité », l'ou-X-Po, regroupement d'ouvroirs explorant chacun un domaine particulier.
Il est à l'origine en 1973 de l'Ouvroir de Littérature Policière Potentielle (OuLiPoPo), puis en 1980 avec Thierry Foulc, de l'Ouvroir de Peinture Potentielle (OuPeinPo). En 1991, Stanley Chapman fonde l'Ouvroir de tragécomédie potentielle (OuTraPo). En 1992 est créé l'Ouvroir de Bande dessinée Potentielle (OuBaPo), dont l'un des membres, Étienne Lécroart, est coopté à l'Oulipo en 2012. En 2015 apparaît l'Ouvroir de photographie potentielle (OuPhoPo).
D'autres Ouvroirs, comme l'Ouvroir de Musique Potentielle (OuMuPO), l'Ouvroir de Cuisine Potentielle (OuCuiPO) ou l'Ouvroir de Mathématiques Potentielles (OuMaPo) ont eu des existences éphémères.
Le Collège de ’Pataphysique revendique la coordination des ou-X-po.

### Inspiration pour les autres écrivains
L'ambition initiale de Le Lionnais était que l'Oulipo propose des structures aux écrivains qui désireraient s'en servir. Mais peu d’écrivains confirmés se sont inspirés des travaux de l’Oulipo, ou de leurs stages d’écriture créative, du moins pour composer des œuvres de réelle envergure. L’explication se trouve peut-être du côté du formalisme qui en général effraie, car la notion de procédure éloigne plus souvent qu’elle n’attire.
Par contre, certains écrivains ont adopté une démarche proche ou similaire. Ainsi Édouard Levé qui épuise non pas des choses ou des lieux, comme Perec, mais des concepts. Ou Christian Bök qui, dans Crystallography, se sert des propriétés du cristal comme base des propriétés de chaque poème. Dans son Eunoia, chacune des cinq parties n'utilise qu'une seule voyelle.

## Futur de l'Oulipo
Le futur du groupe est incertain.
Du côté des oulipiens, Jacques Jouet a déclaré en février 2019 qu’à son avis l’Oulipo était en fin de phase : il a connu une phase secrète, puis théorique, puis publique, et enfin internationale. Il appelait de tous ses vœux un retour à une phase théorique. François Caradec regrette qu'une société de littérature se soit transformé en société de spectacle. Daniel Levin Becker constate qu'au fur et à mesure que les apparitions publiques ont de plus en plus de succès, l'énergie du groupe se déplace vers la performance, vers la production de textes destinés à un auditeur plus qu'à un lecteur, et il s'interroge sur la capacité de l'Oulipo à « contrôler le monstre qu'il a créé ».
Du côté de la critique, Claude Burgelin a le même questionnement : « L’Ouvroir, victime de son succès, a-t-il fait son temps ? Les activités oulipiennes n’ont peut-être pas impunément été parasitées par l'École, les médias et les ateliers d’écriture »
Marc Lapprand émet trois remarques :
- La configuration de l’Oulipo ayant complètement changé par rapport à celle de la cellule mère, les objectifs du groupe actuel n’ont plus grand-chose à voir avec ceux du groupe fondateur. L’Oulipo est devenu une manufacture de contraintes.
- La raréfaction des mathématiciens et mathématiciennes à l’Oulipo a transformé l’apport fondamental de la mathématique au sein du groupe, de telle sorte que ce qui était auparavant un modus operandi est devenu un élément qui relève davantage de l’esthétique et de l’ornementation.
- La transformation de la partie la plus visible et la plus vocale du groupe en star system infléchit encore davantage les visées du groupe. On est passé du laboratoire expérimental aux performances des Jeudis de l’Oulipo et autres formes de spectacles[155].

Lauren Elkin et Scott Esposito concluent : « Après plus de 50 ans d'existence, L'Oulipo a donné au monde littéraire des douzaines d'images, mots, jeux et techniques. Et surtout, il a produit de la littérature devenue classique. Il a prospéré alors que tant d'autres mouvements ont disparu. Bien que nous ne croyions pas que l'Oulipo ait fini son temps, nous constatons que le dynamisme des années 60 et 70 s'est relâché ».

### Principales publications de l'Oulipo
- Oulipo, La Littérature potentielle, Gallimard, coll. « Idées », 1973 (ISBN 2-07-035289-7)  — Réédition : Folio Essais, 1988.  (ISBN 2-07-032478-8) — Contient le Premier et le Second Manifeste de l'Oulipo
- Oulipo, Atlas de littérature potentielle, Gallimard, coll. « Idées », 1981 — Réédition : Folio Essais, 1988.  (ISBN 2-07-032500-8)
- Oulipo, Un art simple et tout d'exécution : Cinq leçons de l'Oulipo, Cinq leçons sur l'Oulipo, Circé, 2001 (ISBN 2-84242-103-5) — Leçons de Marcel Bénabou, Jacques Jouet, Harry Mathews et Jacques Roubaud, préface de Claude Burgelin
- Oulipo, Abrégé de littérature potentielle, Mille et une nuits, 2002 (ISBN 2-84205-647-7)
- Oulipo, Moments oulipiens, Le Castor astral, 2004 (ISBN 2-85920-535-7)
- Oulipo, Anthologie de l'Oulipo, Poésie/Gallimard, 2009 (ISBN 978-2-07-035567-9)
- Georges Perec, Oulipo, Le Voyage d'hiver et ses suites, Seuil, coll. « Librairie du XXe siècle », 2013 (ISBN 978-2-02-112732-4)
- Oulipo, Abécédaire provisoirement définitif, Larousse, 2014 (ISBN 978-203-590396-9)
- Oulipo, « Le Livre d'Aliénor » (texte + extraits vidéo), sur Abbaye de Fontevraud, 2014
- OU->LI->PO : ouvroir de littérature potentielle (préf. Bruno Racine) (Ouvrage publié à l'occasion de l'exposition " Oulipo, la littérature en jeu(x)"), Paris, BnF - Gallimard, octobre 2014, 208 p. (ISBN 978-2-07-014687-1)

### Ouvrages critiques
- Jacques Bens, ou li po 1960-1963, Christian Bourgois, 1980 (ISBN 2-267-00230-2)  — Réédité sous le titre  Genèse de l'Oulipo, 1960-1963, Édition revue, augmentée et présentée par Jacques Duchateau, Le Castor astral, 2005  (ISBN 2-85920-593-4)
- Carole Bisenius-Penin, Le roman oulipien, L'Harmattan, 2008 (ISBN 978-2-296-05604-6)
- Carole Bisenius-Penin, André Petitjean (dir), 50 ans d'Oulipo, de la contrainte à l'œuvre : Revue La Licorne no 100, Presses Universitaires de Rennes, 2012 (ISBN 978-2-7535-1710-3)
- Camille Bloomfield, Marc Lapprand, Jean-Jacques Thomas (Dir), Oulipo@50/L'Oulipo à 50 ans : Revue Formules - revue des créations formelles, no 16, Presses Universitaires du Nouveau Monde, 2012
- Camille Bloomfield, Raconter l'Oulipo (1960-2000). Histoire et sociologie d'un groupe, Honoré Champion, 2017 (ISBN 978-2-7453-3598-2)
- Collectif, Qu'est-ce que les littératures à contraintes ? Avant, ailleurs, et autour de l'Oulipo, Revue Formules no 4, Noésis, 2000 (ISBN 2-911-606-53-1)
- (en) Peter Consenstein, Literary memory, consciousness, and the group Oulipo, Rodopi, 2002 (ISBN 90-420-1438-5, lire en ligne)
- (en) Lauren Elkin, Scott Esposito, The End of Oulipo ?: An Attempt to Exhaust a Movement, John Hunt Publishing, coll. « Zero Books », 2013 (ISBN 978-1-78099-655-4)
- Paul Fournel, Clefs pour la littérature potentielle, Denoël, coll. « Lettres Nouvelles », 1972
- Peter Kuon, Oulipo poétiques : Actes du colloque de Salzbourg, 23-25 avril 1997, Tübingen, Gunter Narr Verlag, 1999 (ISBN 3-8233-5582-1)
- Marc Lapprand, Poétique de l’Oulipo, Amsterdam, Rodopi, coll. « Faux-titre », 1998 (ISBN 90-420-0266-2)
- Marc Lapprand, Pourquoi l'Oulipo ?, Presses de l'Université Laval, 2020 (ISBN 978-2-7637-4725-5, lire en ligne)
- Hervé Le Tellier, Esthétique de l'Oulipo, Le Castor astral, 2006 (ISBN 2-85920-633-7)
- (en) Daniel Levin Becker, Many Subtle Channels – In Praise of Potential Literature, Harvard University Press, 2012 (ISBN 978-0-674-06577-2)
- Dominique Moncond'huy, Pratiques oulipiennes, La Bibliothèque Gallimard, 2004 (ISBN 2-07-030054-4)
- (en) Warren F. Motte. Jr, Oulipo, a primer in potential litterature, University of Nebraska Press, 1986 (ISBN 1-56478-187-9)
- Christelle Reggiani, Alain Schaffner (Dir), Oulipo, mode d'emploi, Honoré Champion, 2016 (ISBN 978-2-7453-3078-9)

### Articles critiques
- Marcel Bénabou, « La règle et la contrainte », Pratiques, no 39,‎ 1983 (lire en ligne)
- Marcel Bénabou, « Quarante siècles d’Oulipo », Raison présente, no 134,‎ 2000 (lire en ligne)
- Natalie Berkman, « L’Oulipo et la géométrie : l’étrange utilité de la table des matières », Études littéraires, vol. 50, no 2,‎ 2021 (lire en ligne )
- Camille Bloomfield, « De l’informe à la forme : l’archive, face cachée de l’Oulipo », Formules, no 13,‎ 2009 (lire en ligne)
- Camille Bloomfield, « L'Oulipo dans l'histoire des groupes et mouvements littéraires : une mise en perspective », dans Carole Bisenius-Penin, André Petitjean, 50 ans d’Oulipo. De la contrainte à l’œuvre, Presses Universitaires de Rennes, coll. « La Licorne » (no 100), 2012 (ISBN 978-2-7535-1710-3, lire en ligne)
- Camille Bloomfield, « Les manifestes à l’Oulipo : La disparition d’une forme ? », Études littéraires, vol. 44, no 3,‎ 2013 (lire en ligne)
- Camille Bloomfield, « Une écriture réellement collaborative ? Incidences génétiques du fonctionnement démocratique de l’Oulipo », Genesis, no 41,‎ 2015 (lire en ligne)
- Camille Bloomfield et Hélène Campaignolle-Catel, « Machines littéraires, machines numériques : l’Oulipo et l’informatique », dans Alain Schaffner, Christelle Reggiani, Oulipo, mode d’emploi, 2016 (ISBN 978-2-7453-3078-9, lire en ligne)
- Line Mc Murray, « L’Oulipo : ses anti-manifestes et leur mise en jeu », Études littéraires, vol. 16, nos 3-4,‎ 1980 (lire en ligne)
- (en) Warren Motte, « Raymond Queneau and the Early Oulipo », French forum, vol. 31, no 1,‎ 2006 (lire en ligne)
- « Oulipo, création mobile. Entretien avec Jacques Neefs », Genesis, no 15,‎ 2000 (lire en ligne)
- Catherine Khordoc et Dominique Raymond, « Combien mesure donc la distance entre littérature et mathématiques ? », Études littéraires, vol. 50, no 2,‎ 2021 (lire en ligne )
- Christelle Reggiani, « Être Oulipienne : contraintes de style, contraintes de genre ? », Études littéraires, vol. 47, no 2,‎ été 2016 (lire en ligne)
- Christophe Reig, « L’Oulipo sur la scène internationale : ressorts formels et comiques », dans Alastair B. Duncan, Anne Chamayou, Le rire européen, Presses Universitaires de Perpignan, 2010 (ISBN 9782354120542, lire en ligne)
- Christophe Reig, « Oulipo-litiques », dans Henri Béhar, Pierre Taminiaux, Poésie et Politique au XXe siècle, Hermann, 2011 (lire en ligne)
- Virginie Tahar, « Les oulipiennes sont-elles des oulipiens comme les autres ? », dans Femmes à l'œuvre dans la construction des savoirs, Université Gustave Eiffel, 2020 (ISBN 978-2-9566480-6-2, lire en ligne)
- (en) Jean-Jacques Thomas, « OuLiPotemkin: Down with the Tyranny of Constraints ! », French forum, vol. 31, no 1,‎ 2006 (lire en ligne)

### Relevés bibliographiques
- Virginie Tahar, Bibliographie des études oulipiennes, ANR DifdePo, 2013 (lire en ligne)
- BNF, Oulipo, la littérature en jeu(x), bibliographie sélective, 2015 (lire en ligne)